# Manuel Marques (arquiteto)
Manuel Marques (Vila Nova de Gaia, 1890 - ?, 1956) foi um arquiteto e professor português.

## Biografia

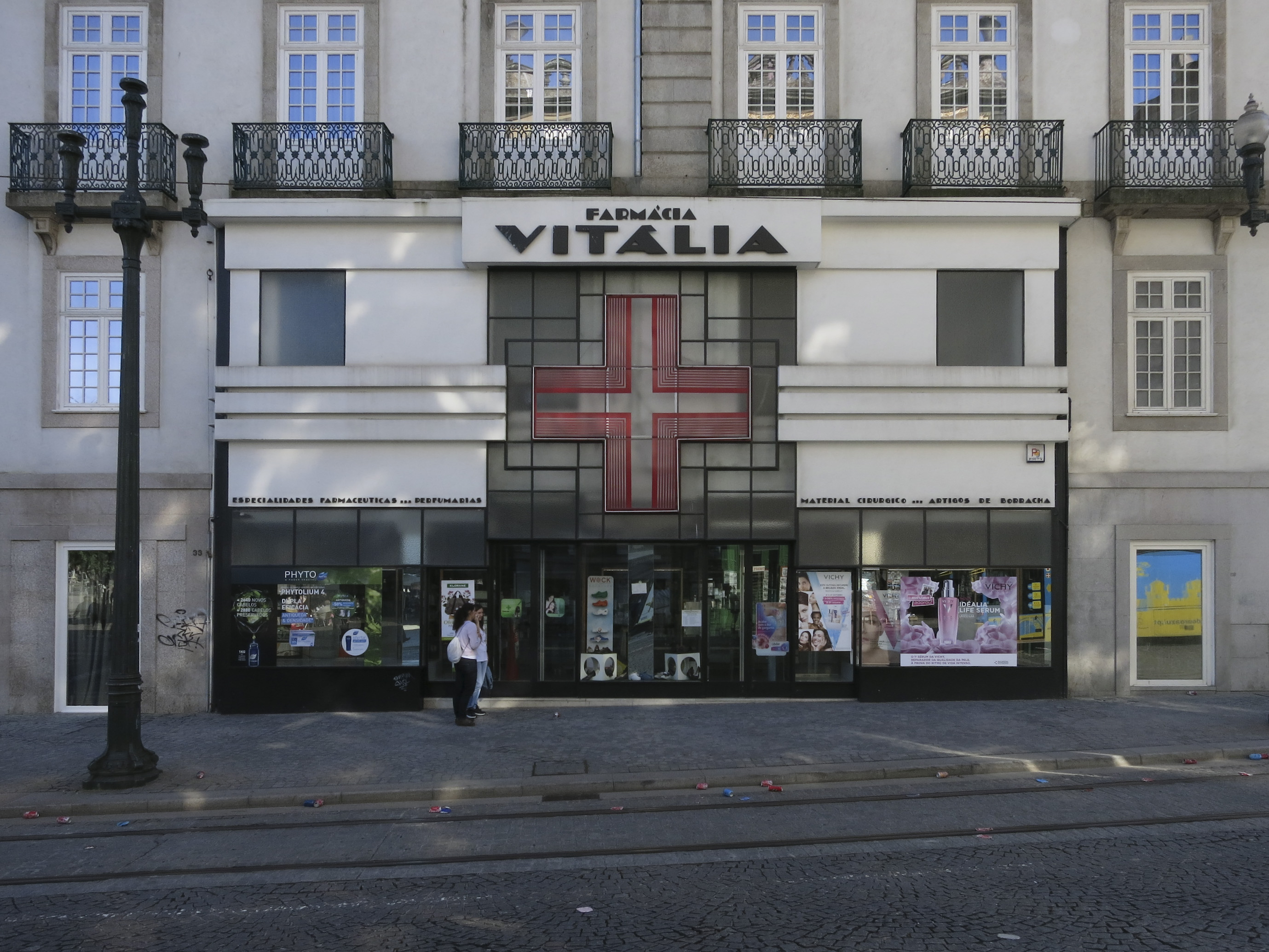
Manuel Marques, Farmácia Vitália, Porto

Manuel Marques nasceu em Avintes, Vila Nova de Gaia, a 25 de dezembro de 1890.
Matriculou-se na Academia de Belas Artes do Porto aos doze anos de idade. Nesta escola conheceu o arquiteto José Marques da Silva.
Com o fim da Primeira Guerra Mundial, viajou para Paris como bolseiro para dar continuidade à sua formação. Nesta cidade terá como companheiros Heitor Cramez, Joaquim Lopes, Manuel Amoroso Lopes, entre outros, frequentará os ateliers de Godefroy e de Pontesmoli (1921-1924).
Neste período realiza alguns projetos, sendo da sua autoria o Quartel de Bombeiros (1921), Albergue de Montanha (1922), Hospital (1924), Casa de Estudantes de Portugal na cidade universitária (1925).
Em 1930 obtém do governo francês o diploma de arquiteto.
Regressou ao Porto onde montou um atelier na Rua de Miguel Bombarda passando a exercer a atividade de projetista em regime liberal.
Os seus trabalhos encontram-se em várias cidades portuguesas, nomeadamente, Porto, Matosinhos, Vila Nova de Gaia, Aveiro, Barcelos, Braga, Penafiel, Famalicão, Fafe, Vieira do Minho, Viseu e Tabuaço, e muitos deles foram realizados com a colaboração de arquitetos de renome como Júlio de Brito, João Peneda, José Marques da Silva, Amoroso Lopes e Coelho de Freitas.
Em 1927 é nomeado professor da 2.ª Cadeira – Ornato, da Escola de Belas Artes do Porto e em 1947, após a morte do professor titular e por sugestão de Joaquim Lopes lecionou temporariamente na área de Escultura.
Foi ainda vogal da comissão de Estética da Câmara Municipal do Porto.
Manuel Marques faleceu a 11 de outubro de 1956.

## Obras
Obras mais conhecidas:

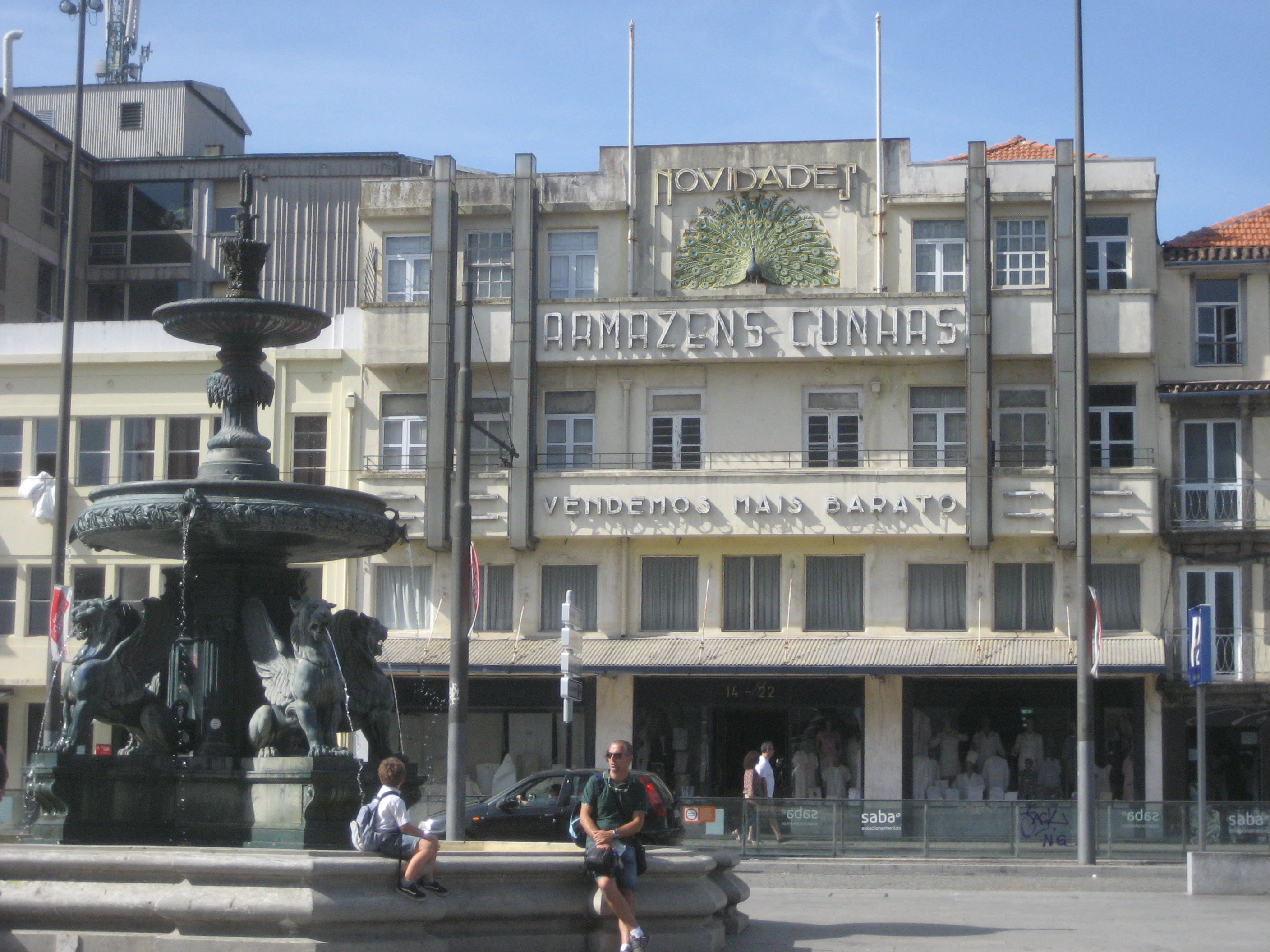
Armazéns Cunhas (Porto)

- Barbearia Tinoco, na Rua Sá da Bandeira (1929);
- Farmácia Vitália, na Praça da Liberdade (1932), em co-autoria com Amoroso Lopes;
- Casa de Armando Peres (1933);
- Armazéns Cunhas (1933-1936), na Praça Gomes Teixeira, em colaboração com Amoroso Lopes e Coelho Freitas. Esta obra resulta da união de 3 edifícios oitocentistas que receberam uma frente única de estética Art Déco.